# 黄色音乐
黄色音乐是歷史上中国和越南認定的一種流行音乐体裁，而且一度為當局所不容。

## 中国
在中国，黄色音乐又被稱為黄色歌曲或黃歌，指的是1920至1940年代流行于上海的中文流行音乐以及之後中國大陸以外創作的粵語流行音樂和台灣的華語流行音樂。在現代標準漢語中，“黄”有“色情”之含义，因此黄颜色在中国也就有了色情与性的意味。中国共产党一度将流行音乐视作性方面不检点的产物，给整个中文流行音乐都打上了下流猥亵的标签。中共奪權後很多上海艺术家纷纷逃往香港。在改革开放前，黄色歌曲都被禁止演唱。至1980年代早期，黃色歌曲仍然遭到抨擊，例如當時就多位作者联合撰写《怎样鉴别黄色歌曲》一書。之後中共当局开始逐步允许艺术家演唱黄色歌曲，並且也不再用黃色歌曲或黃色音樂來指代這些歌曲。

## 越南
在越南，黄色音乐（Nhạc vàng）指的是越南战争期间越南共和国境內出品的音乐，名字來源自越南共和国国旗的主色黄色，与越南民主共和国所推崇的红色音乐相对应。越南的黄色音乐体裁歌曲的主题与特征都被越南共产党当局视作颓废堕落的表现，这类音乐于1975年被查封，偷听者会遭到惩处，音乐影帶亦会被没收。大部分越南黄色音乐都与波列罗歌曲体裁有关。四三〇事件后，很多越南艺术家都移民美国，在那里继续自己的演藝生涯。革新開放後，越南当局对黄色音乐的禁令開始减轻，但在1980年代末，越南本土的黄色音乐产业基本上銷聲匿跡。
1990年代，越南文化、体育和旅游部开始推广所谓的“绿色音乐”（nhạc xanh）体裁，意图令百姓远离黄色音乐，但并不成功。
21世纪初，越南举办了各种黄色音乐演唱会。2010年8月，两位歌手——香兰和俊武——在河內大劇院进行了为期半个月的演出。